# من فقط میخوام زندگی کنم
«من فقط میخوام زندگی کنم» تک‌آهنگی از گروه موسیقی آلترناتیو راک گود شارلوت است که در سال ۲۰۰۵ میلادی منتشر شد.